# Carnival (1921)
Carnival (Carnaval (título em Portugal) [carece de fontes?]) é um filme de drama britânico dirigido por Harley Knoles. Lançado em 1921, foi protagonizado por Matheson Lang, Ivor Novello e Hilda Bayley. Durante uma produção de Otelo de William Shakespeare em Veneza, um ator italiano suspeita sua esposa de ter um caso e planos para assassiná-la no palco. Foi baseado em uma peça de teatro do ano anterior, da qual Matheson Lang foi um dos escritores. O filme foi um sucesso popular e foi relançado no ano seguinte. Foi refeito como um filme sonoro em 1931, dirigido por Herbert Wilcox.

## Elenco
- Matheson Lang - Sylvio Steno
- Ivor Novello - Condessa Andrea
- Hilda Bayley - Simonetta, esposta de Silvio
- Clifford Grey - Lelio, irmão de Simonetta
- Victor McLaglen - Baron
- Florence Hunter - Nino, filho de Silvio
- Maria de Bernaldo - Ottavia, irmã de Silvio